# 井田博
井田 博（いだ ひろし、1920年〈大正9年〉 - 2006年〈平成18年〉5月13日）とは、戦前の1939年（昭和14年）から模型業界に関わり、戦後の日本で、プラモデル需要拡大期に初めての模型専門雑誌を創刊した、有限会社モデルアート社の創業者である。
福岡県出身。

## 井田の来歴＆日本プラモデル業界史

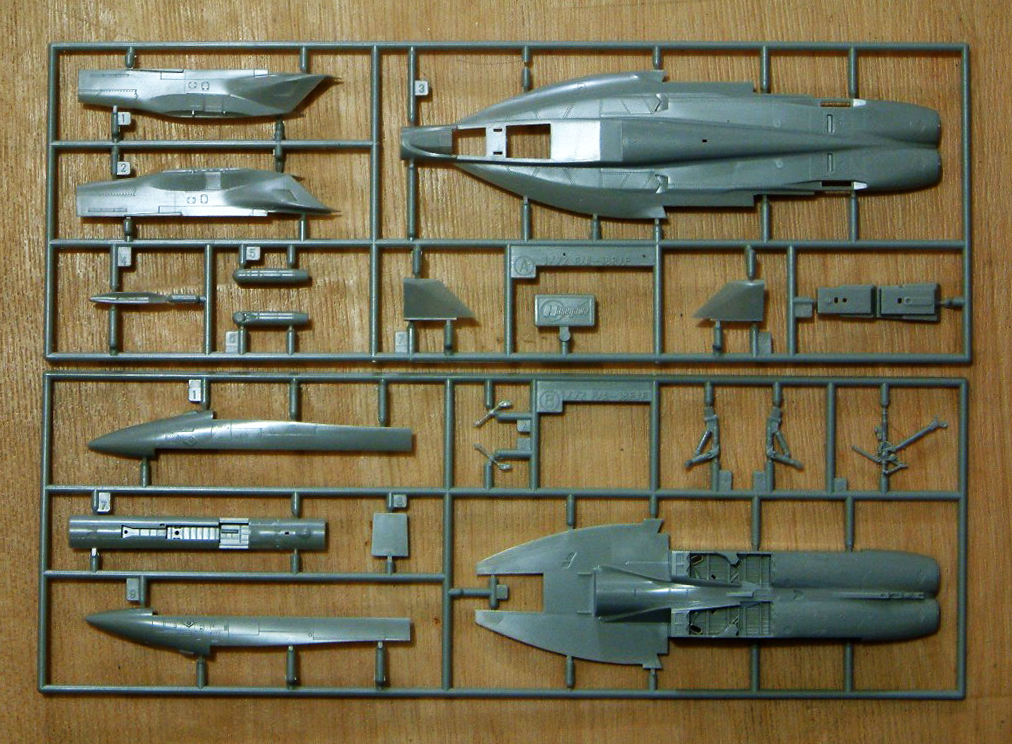
プラモデル

- 1939年（昭和14年）、19歳で模型店を開業、学校教材として素材が紙飛行機、ゴム、グライダーの「模型飛行機」を複数の学校で採用など前途洋々なスタートを切る。
- 1942年（昭和17年）、軍隊に召集・激戦のビルマ(現ミャンマー)戦線へ配属後1943年に負傷、帰国の途となり1945年に終戦を福岡県で迎える。
- 1946年（昭和21年）、学校での科学教材として、再度模型飛行機が着目され福岡県の八幡地区小学校・中学校から講師に招かれ、報酬の代わりにライトプレーン・木製模型の注文を得る
- 1947年（昭和22年）、模型を扱う「博巧社」を開業、ゴム動力ライトプレーン、玩具電気機関車などで模型店を再開、
- 1949年（昭和24年）、九州の小倉井筒屋デパートから出店要請を受け模型部（テナント）コーナーとして出店（出店期間1949-1995年）、当時のデパートで商売している「信用力」は絶大で、井田の模型業界での飛躍していく分岐点となった。
- 1958年（昭和33年）、マルサン商店から国産プラモデル「ノーチラス」潜水艦模型が発売された。
- 1959年（昭和34年）、井田の経営する井筒屋・模型部で、東京から仕入れて来た初めてのアメリカ・レベル社プラモデル販売される。
- 1959年（昭和34年）、日本模型(※以下ニチモ)、ゴム動力自動浮沈装置付きのニチモプラモデル・伊号潜水鑑が100円で発売され、井田の店舗でも好調な売れ行き。日本全国で約100万個を売り上げる爆発的な人気に、形勢はライトプレーンや木製模型から、プラスチックモデルへの流れが進んで行くこととなる。
- 1960年（昭和35年）、三共製作所(※以下三共模型)、三和模型の2社が他社との競合を避けた低価格路線を打ち出した。価格を1個30円とし、井田の店舗では単価の安さに当初、取り扱いをしなかったが売り出して見ると爆発的人気に。当時の子供達にプラモデルの作る楽しみ・集める楽しみを浸透・普及させる入門モデルとしても大成功を収め、三共模型の約1/150スケールピーナツシリーズはピーク時・月商1000万と言う、1個100円のモデルでは驚異的な売上げを叩き出した
- 1961年（昭和36年）、田宮模型の戦車模型第一弾、モーター動力「パンサータンク」が発売、良く走る走行性能に人気が集中。
- 1966年（昭和41年）、井田の発案で「九州プラモデル博覧会」を同業の模型店10店と共同開催し、プラモの競技会や、模型メーカーの製品紹介ブース協力も得て盛大に開かれた。
- 1966年（昭和41年）、井田の尽力で、航空機関連の出版を手がける出版社の協力を得て、日本で初めての模型雑誌専門誌、モデルアートが創刊される。定価100円、創刊号は2万部発行された。
- 1966年（昭和41年）、キャラクタープラモデルの需要が沸騰し、今井科学のサンダーバード、マルサン商店の怪獣シリーズなど。井田の店舗では、単独店舗として今井科学・サンダーバードに登場する「ゼロエックス号」プラモデルが日本全国売上げ1位となり表彰される。
- 1970年（昭和45年）、井田が企画し、グンゼ・ハセガワ・フジミのメーカー協賛を得て「プラプレーンコンテスト」のイベントを日本全国規模で開催される。
- 1977年（昭和52年）、日東科学のサーキットの狼スーパーカープラモデルブームが起こる。
- 1978年（昭和53年）、バンダイ模型の宇宙戦艦ヤマトプラモデルが発売、ヤマトブームに乗り需要が拡大する。
- 1979年（昭和54年）、プラプレーンコンテスト、第10回の開催をもって終了。
- 1981年（昭和56年）、機動戦士ガンダムのプラモデルがバンダイ模型より発売され、記録的なヒットとなり、マスメディアにも取り上げられる社会現象になる。
- 1995年（平成7年）、ミニ四駆プラモデルが田宮模型から発売され、記録的なヒット、ミニ四駆の売上げは空前の500億円を超えるヒットとなり、この売上げを活用して田宮模型の1/35MMシリーズの完全新作が発売されていく。
- 2001年（平成13年）、長年経営に携わった、有限会社モデルアートの社長職を退任、後任に井田の次男が就任する。
- 2003年（平成15年）、日本科学技術振興財団からの依頼で航研機(こうけんき)復元プロジェクトに関わり、井田の助言の元・完成。
- 2003年（平成15年）、井田の著作、「日本プラモデル興亡史 -わたしの模型人生- 」が発売される。
- 2006年（平成18年）5月13日、死去、86歳。

### 戦中・戦後の模型店再開
- 1942年（昭和17年）、軍隊に召集・激戦のビルマ（現ミャンマー）戦線へ配属後1943年（昭和18年）に負傷、帰国の途となり1945年（昭和20年）に終戦を福岡県で迎える。戦後、GHQの模型飛行機禁止令により模型店が再開出来ずにいたが、1946年（昭和21年）には関係者の尽力もあり、模型飛行機禁止は解除され、1947年（昭和22年）に模型を扱う「博巧社」を開業、ゴム動力ライトプレーン、玩具電気機関車などで模型店を再開、やがて模型に関する知識や模型関連の仕入れノウハウは、九州に模型を扱う問屋など無い時代、東京での仕入れに対する商才・才覚に一目置かれる存在となり、九州の小倉井筒屋デパートから出店要請を受け1949年（昭和24年）、模型部（テナント）コーナーとして出店（出店期間1949-1995年）、当時のデパートで商売している「信用力」は絶大で、井田の模型業界での飛躍していく分岐点となった。

### ゴム動力模型からプラモデルへ
- 1946年（昭和21年）、戦後のGHQの模型飛行機禁止令・後の解除で学校での科学教材として、再度模型飛行機が着目され福岡県の八幡地区小学校・中学校から講師に招かれ、報酬の代わりにライトプレーン・木製模型の注文を得ることにより、模型店の主力として「飛行機モデル」木製模型は1955年（昭和30年）頃まで好調な販売を続ける。その後のライトプレーン人気から九州競技会、更に発展して全国規模の競技大会まで開催される中で、ライトプレーンの知識・手先の器用さから設計を当時の製造メーカーから依頼、発売されたライトプレーンは約60万個の売上げになるヒットとなったことで、模型業界の中での井田の存在「模型店を経営・飛行機の模型に関するノウハウ・設計も行った人物」が知られることとなる。1959年（昭和34年）、井田の経営する小倉井筒屋で、東京から仕入れて来た初めてアメリカ・レベル社プラモデル販売されるが、輸入キットの1ドル360円時代の「舶来品」は高額で、庶民には気軽に手が出なかったが、国産キットの登場「マルサン商店」・「日本模型※以下ニチモ」、ゴム動力自動浮沈装置付きのニチモプラモデル・伊号潜水鑑が100円で発売され日本全国で約100万個を売り上げる爆発的な人気に、形勢はライトプレーンや木製模型から、プラスチックモデルへの流れが進んで行くこととなる。

### 三共・三和の功績
- 1959年（昭和34年）、ニチモのプラモデルが大ヒットした事実は、プラモデル参入に対して様子見をしていた木製ソリッド・ライトプレーンメーカーに、「利益を生み出す商材」とし受け取られて続々と新規参入してくるメーカーが現れたが、プラモデルを作り出す金型の加工技術や経験値の不足・金型代の投資コストの高さでラインアップが各メーカー揃わず試行錯誤している最中、1960年（昭和35年）、三共製作所（※以下三共模型）、三和模型の2社が他社との競合を避けた低価格路線を打ち出した。価格を1個30円とし、流通ルートを模型店以外に全国の駄菓子屋にも幅広く行き渡らせた戦略は、子供のおこづかいで手の届く範囲となったことで大ヒット、当時の子供達にプラモデルの作る楽しみ・集める楽しみを浸透・普及させる入門モデルとしても大成功を収め、三共模型の約1/150スケールピーナツシリーズはピーク時・月商1000万と言う、1個100円のモデルでは驚異的な売上げを叩き出した数字を見て、他社も「駄菓子屋向けプラモ」市場に参入し、メーカー間の熾烈な過当競争時代が始まって行く。

### 模型店と出版の二足のわらじ
- 1958年（昭和33年）、マルサン商店の日本初プラモデル（諸説アリ、詳しくはマルサン商店参照のこと）から、低価格プラモデルの躍進、（三共模型・三和模型）タミヤの戦車モデルの登場など、模型市場には数十万単位の大ヒットプラモデルが誕生し、販売店のデパートから駄菓子屋、新規模型店の販路拡大が続いて市場には「何でも作れば売れてしまう」状態で続くが他と違う独自性が無いと他の競合店との間に埋没してしまう危機を感じた井田は、プラモデル博覧会を同業の模型店10店と共同開催し、プラモの競技会や、模型メーカーの製品紹介ブース協力も得て盛大に開かれた。プラモデルのすそ野を広げる努力は、その後の井田の発案による「プラプレーン・コンテスト」へ、意思は継承されて行く。

## 井田の残した功績
- 1958年（昭和33年）に誕生した国産プラモデルは2006年度（平成18年度）で48年経過した。戦前から戦後、模型店の立場から、模型雑誌の出版界の立場と2つの事業を行いながら、プラモデル普及のすそ野を広げる努力を惜しみなく注ぎ込んだ情熱は、プラモデル業界の繁栄に多大なる貢献を果たし、井田が関わったプラプレーンコンテストに参加した応募者が、プラモデル業界へ就職、模型店の活性化、地方の模型店自身による模型教室・自主コンテスト実施などの発展に寄与したことなど、長年に渡る活躍は今後のプラモデル業界史を語る上で外せない1人である。